# Gingham

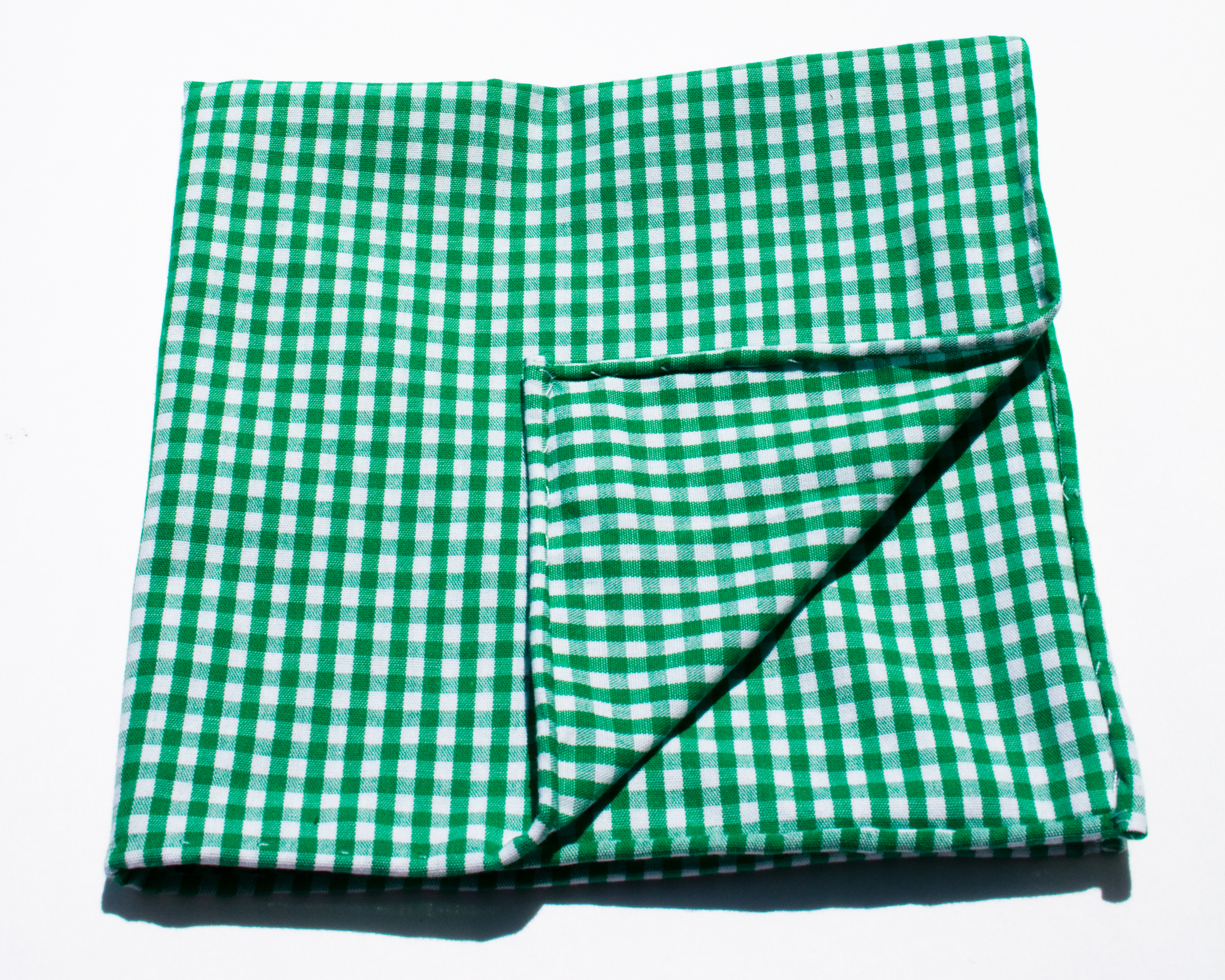
Een Gingham doek met een groen-wit ruitpatroon.

Gingham is een in een effen binding geweven middelzware stof. De basis is geverfd katoengaren.
De naam komt (via het Nederlands) van het Maleis bijwoord genggang, hetgeen "gestreept" betekent. De oorspronkelijke stof die in de 17e eeuw uit Zuidoost-Azië naar Europa geëxporteerd werd was gestreept, echter de Britse gekloonde versie die uit de weverijen in Manchester kwam had vaker het nu nog bekende ruitpatroon (in het begin meestal blauw-wit).
De band met Manchester bestaat nog steeds; Manchester United FC is in het voetbalseizoen 2012/2013 in een op de Ginghamstof geïnspireerd shirt uitgekomen.
Het motief - uitgevoerd in de kleur rood - is in Nederland bekend als Brabants bont, en wordt in Frankrijk gekend onder de naam Vichy.